# Castellers de la Vila de Gràcia
Castellers de la Vila de Gràcia são uma instituição cultural e desportiva catalã que tem como principal objectivo construir castells (castelos, torres humanas). É uma organização sem fins lucrativos e têm a menção de associação de utilidade pública.

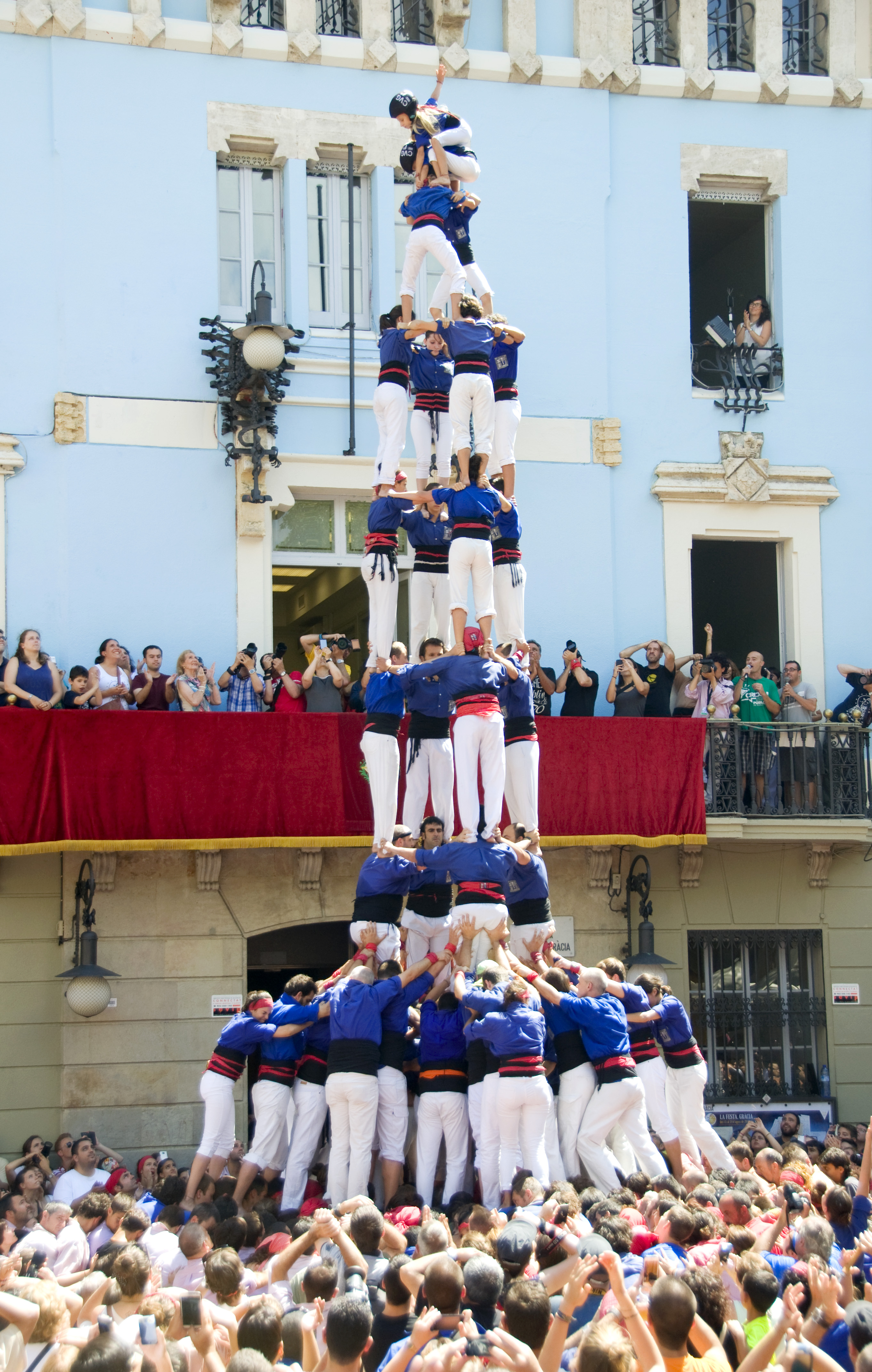
Primero 4d9f descarregado pelos Castellers de la Vila de Gràcia na Festa maior de Gràcia em 2014.

Trata-se de uma colla castellera da Vila de Gràcia (Barcelona - Catalunha) fundada no ano de 1996 e apresentada ao público em 1997. Desde 2012 os Castellers de la Vila de Gràcia tem o seu local próprio de ensaios, o Espaço Cultural Albert Musons, conhecido popularmente como "Can Musons".  A cor da sua camisa é azul marinho e celebram a sua "diada castellera" durante as Festas de Gràcia.
A melhor atuação da sua história é a chamada "Tripleta Gracienca":  3 de 9 com folre (3d9f), 4 de 9 com folre (4d9f) e 3 de 8 com agulha (3d8a); e um pilar de 7 com folre (P7f) realizada na Festa da Mercè de 2014.
Até o ano de 2015, os Castellers de la Vila de Gràcia participaram 7 vezes no Concurso de Castells que se acontece a cada dois anos em Tarragona: em 2002, 2004, 2006, 2008, 2010, 2012 e 2014.
Popularmente são conhecidos como a colla dos azuis, pela cor da sua camisa; ou a colla dos estudantes, justamente por ter um grande número de integrantes universitários.
O primeiro 4 de 8 (castell de 8 andares e 4 pessoas por andar) descarregado pelos graciences (descarregado quer dizer montar e desmontar o castell sem que ele caia) foi no dia 17 de agosto de 2003 na Praça da Vila de Gràcia, na jornada castelhera da Festa Maior de Gràcia. No dia 21 de agosto de 2011, carregaram a primeira "Torre de 8 com folre", ou seja, 8 andares com 2 pessoas por andar. Esta construção é a primeira feita pelos castellers de Gràcia que leva o folre, uma segunda base colocada no primeiro andar, para dar uma melhor sustentação. Nesse ano Gràcia terminou a temporada castellera entre as 10 melhores collas do ranking casteller.
No ano de 1999 foi concedida aos Castellers de la Vila de Gràcia a Medalha de Honra de Barcelona. Eles também são membro das Collas de Cultura Popular de Gràcia.
Os Castellers de la Vila de Gràcia fazem uma breve aparição no filme Albergue Espanhol de Cédric Klapisch.

## História

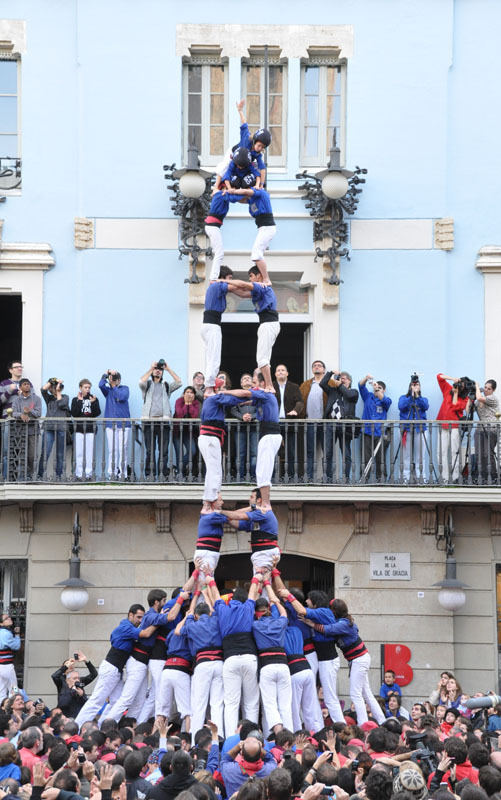
2 de 8 com folre carregado pelos Castellers de la Vila de Gràcia em 20 de novembro del 2011 na Plaça de la Vila de Gràcia.

Os castells em Gràcia não são uma coisa nova, pois há referências histórias que datam do final do século XIX até o princípio dos anos anos trinta do século XX. Em 1890 se constituiu uma colla formada por gente procedente do campo em Tarragona que migraram por motivo da crise da filoxera, os Xiquets de Gràcia. Possivelmente, estes novos graciences vão encontrar no ambiente da então Vila de Gràcia a atmosfera propícia para desenvolver a atividade castellera sob a forma de colla local. Esta colla vai atuar como mínimo desde a década de 80 do século XIX, entre 1900 e 1910 e na segunda década do século XX. A maioria das atuações foram realizadas durante a Festa Maior de Gràcia.

### O Início
Da mesma forma a história dos  Castellers da Vila de Gràcia atuais começou no começo dos anos 90 do século XX, quando um grupo de jovens ligados à rede de associações de Gràcia, fans dos castells, começaram a falar da possibilidade de criar uma colla castellera. Esta ideia começou a ganhar corpo quando decidiram fazer a primeira reunião em outubro de 1996. Desta maneira o primeiro ensaio vai ser convocado em 23 de novembro do mesmo ano na Praça do Sol, no qual compareceram umas trinta pessoas.
A primeira aparição pública da nova colla gracience foi em fevereiro de 1997 na diada castellera de Santa Eulàlia na Praça de São Jaume de Barcelona, onde vão levantar dois pilares de 4 (uma pessoa por andar, quatro andares; esta é a construção considerada mais simples de todo o repertório). A primeira atuação na Praça da Vila de Gràcia, considerada como a praça da colla, aconteceu em 4 de março de 1997; em esta atuação foram convocados sessenta castelleres que realizaram diversas construções básicas.

### Os primeiros castells
A apresentação oficial da colla foi no dia 4 de maio de 1997. Apradinhados pelos Castellers de Terrassa, os Castellers de Sants e os Castellers de Sant Andreu de la Barca; descarregaram seus primeiros castelos de 6 andares. Essa primeira temporada foi uma época de altos e baixos importantes, mas no final o trabalho realizado durante todo o ano deu finalmente seus frutos com a execução de um castelo de sete andares, o 4 de 7, na sua Diada (o "dia da colla"), em 23 de novembro.

### O passo dos castells de 7 aos castells de 8
Nos anos seguintes a colla de Gràcia evoluiu positivamente, consolidando-se como uma "colla de 7" (colla que faz castelos de 7 andares), até que em 6 de outubro de 2002, no XIX Concurso de castells de Tarragona, conseguiram descarregar seu primeiro 4 de 8 da sua história depois de conseguir descarregar, também, seu primeiro 2 de 7 na rodada anterior. Desde aquele ano os Castellers da Vila de Gràcia não deixaram de fazer o 4 de 8 em nenhum ano, se colocando como uma das 15-20 melhores collas do panorama casteller atual. Em 2010 a colla conseguiu descarregar o 3 de 8 e em 2011 carregaram pela primeira vez o 2 de 8 com folre, finalmente se consolidado com uma colla de 8.
Em 2012 a colla inaugura o seu local próprio de ensaios, o Espaço Cultural Albert Musons. O "Can Musons" (Casa Musons, em catalão), como é conhecido popularmente, foi construído pensado nas necesidades do grupo e com todos os elementos de segurança necessários. O local próprio de ensaio impulsionou a colla nos anos seguintes.
2013 foi um ano muito importante para o grupo. Depois de três anos tentando, os Castellers de Gràcia finalmente conseguiram descarregar o 2 de 8 com folre, além dos castelos mais representativos da gama de 8: a "Catedral" (5 de 8), o 4 de 8 com agulha e o pilar de 6.

### Colla de 9
Ainda em 2013 a colla vai surpreender o mundo casteller, descarregando o seu primeiro 3 de 9 com folre. A incrível evolução mostrada em 2013 vai ser reconhecida com o prêmio de "Colla da Temporada" na celebração da Nit de Castells del 2014. Na festa da Mercè de  2014 o grupo descarregou o que ficaria conhecida como a "Tripleta Gracienca": 3 de 9 com folre, 4 de 9 com folre, 3 de 8 com agulha e, para coroar a atuação, o pilar de 7 com folre.

## Outras atividades

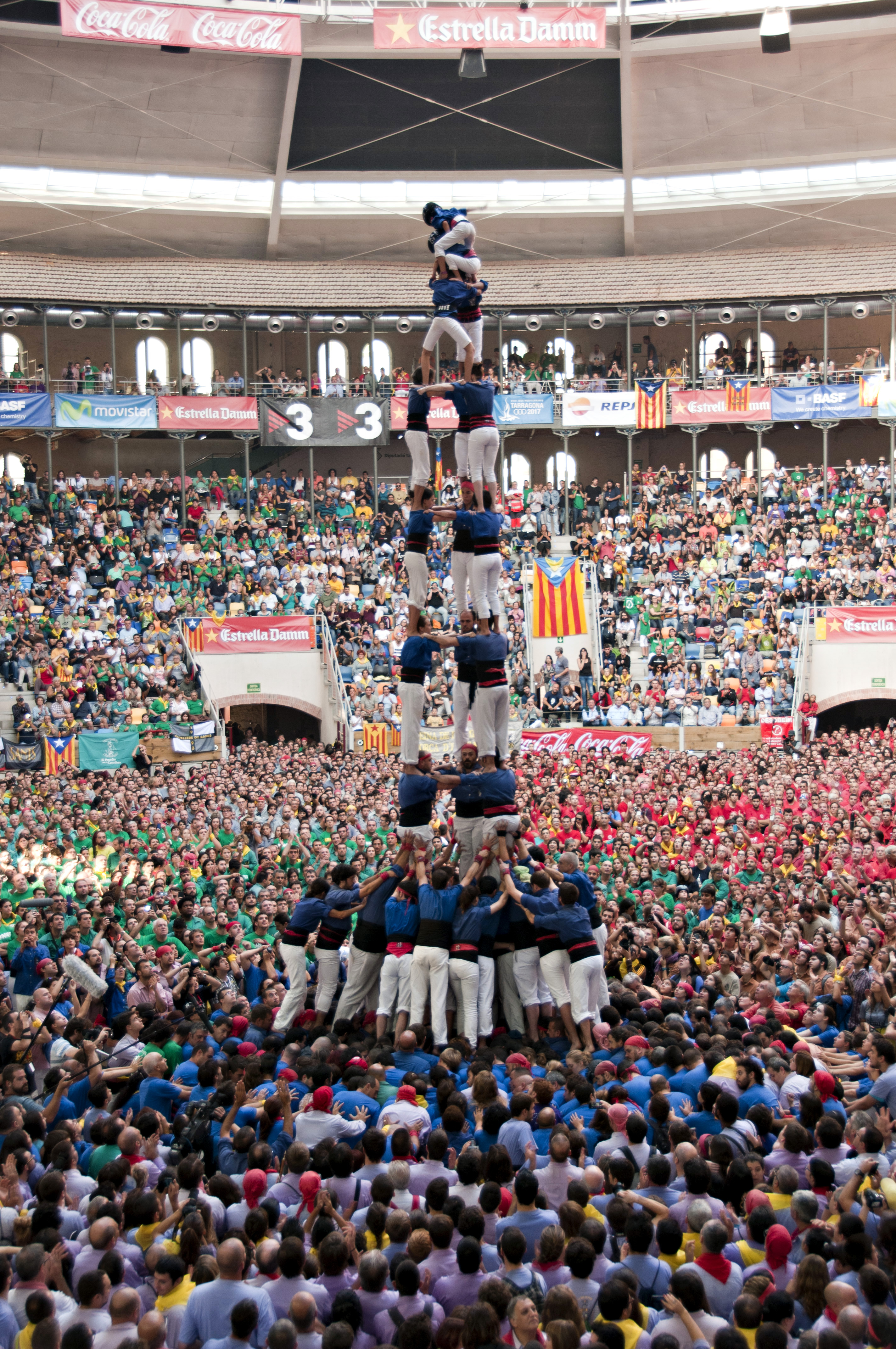
3 de 9 com folre descarregado no XXV Concurso de Castells, em Tarragona (2014)

A colla de Gràcia conta também desde seus primeiros meses de existência com um grupo de grallers próprio, que é ao mesmo tempo uma escola de grallas para todos aqueles que desejem tocar a gralla (instrumento de sopro medieval, parecido ao oboé, usado nas apresentações castelleras) nas diferentes atividades dos castellers.
Desde o ano 1998 os Casteller de la Vila de Gràcia produzem o programa de rádio "Terços ao alto!" para a Rádio Gràcia. Este programa de rádio é emitido sem interrupção até hoje e recebeu em 2010 o Premio Vila de Gràcia à melhor iniciativa comunicativa. Também possuíam uma revista trimestral que foi editada até o ano de 2004, chamada "L'Espadat". Atualmente, publicam semanalmente um boletim interno chamado "Si no aguantes… no t'hi fiquis".
Mas a atividade extra-castellera mais importante que Castellers de la Vila de Gràcia dizem ter é a organização, desde o ano de 2001, da decoração da Praça da Vila para o evento anual da Festa Maior de Gràcia.

## Participações no Concurso de Tarragona
A cada dois anos, se organiza um campeonato casteller na província de Tarragona, berço da tradição castellera. Este é o único momento em que os castells assumem um carácter competitivo.
Os Castellers de la Vila de Gràcia já participaram de sete edições do Concurso de Tarragona. A seguir estão os concursos em que a colla de Gràcia participou, os castelos realizados e, entre parênteses e negrito, a colocação final. A letra "c" indica que o castelo foi "carregado", mas que não foi possível "descarregar" (desmontar sem cair). A melhor performance até a atualidade foi em 2014, quando ficaram em quinto lugar, de um total de 41 collas.
- XIX Concurso de castells de Tarragona (2002): 2 de 7, 4 de 8c, 5 de 7 (13)
- XX Concurso de castells de Tarragona (2004): 4 de 8i, 4 d 8c, 5 de 7, 4 de 7a (14)
- XXI Concurso de castells de Tarragona (2006): 2 de 7c, 4 de 8c (16)
- XXII Concurso de castells de Tarragona (2008): 5 de 7, 4 de 8c, 4 de 7a (15)
- XXIII Concurso de castells de Tarragona (2010): 4 de 8, 2 de 7, 5 de 7 (11)
- XXIV Concurso de castells de Tarragona (2012): 4 de 8, id 3 d 9f, id 3 de 9f, 3 de 8 e 2 de 7 (15)
- XXV Concurso de castells de Tarragona (2014): 3 de 9f, 4 de 9f, 3 de 8a (5)

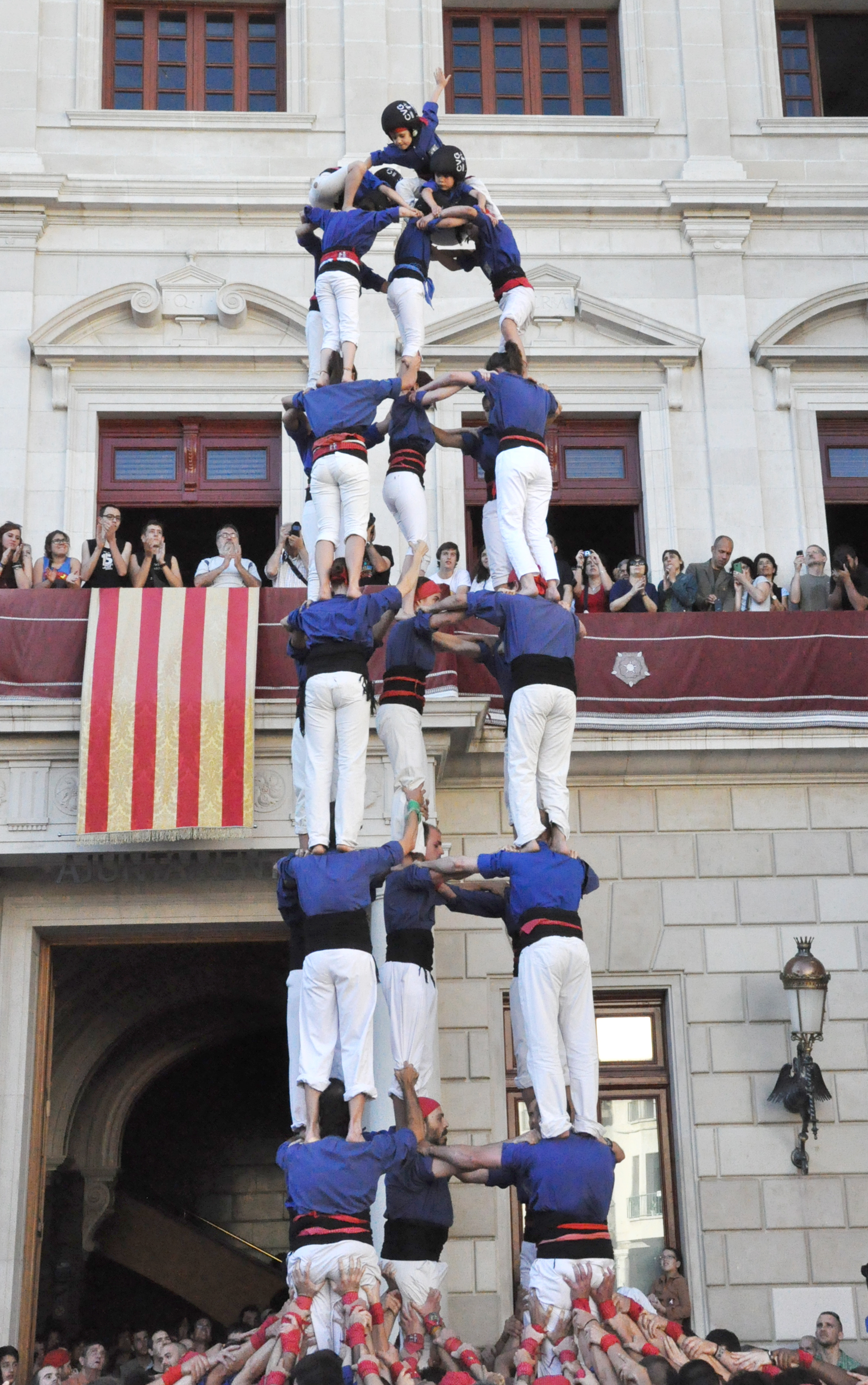
Primeiro 5d8 descarregado prlos Castellers de la Vila de Gràcia, em Reus.

## Os Castellers de la Vila de Gràcia no mundo
Atuações realizadas fora de Catalunha:
- Marselha (2001)
- Carcassonne (2002)
- Sevilha (2005)
- Occitânia (2014)
- Montreal (2015)Vano de cinc da colla de Gràcia na Plaza de la Vila durante a Festa Maior de Gràcia (22 de agosto de 2009)

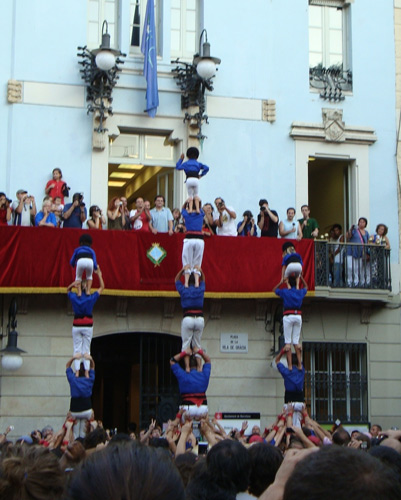
Vano de cinc da colla de Gràcia na Plaza de la Vila durante a Festa Maior de Gràcia (22 de agosto de 2009)

Atuações realizadas dentro dos Países catalães (fora de Catalunha)
- Comunidade Valenciana
  - Algemesí (2003)
  - La Xara (Dénia) (2007)
  - L'Alcúdia (2009)
- Catalunha do Norte
  - Baó (1998) (1999)
  - Perpinhã (2005)
- Baleares
  - Sant Francesc de Formentera, (Formentera) (2010)3 de 7 aixecat per sota no momento de ser coronado. Festa Maior de Gràcia (22 de agosto de 2009)

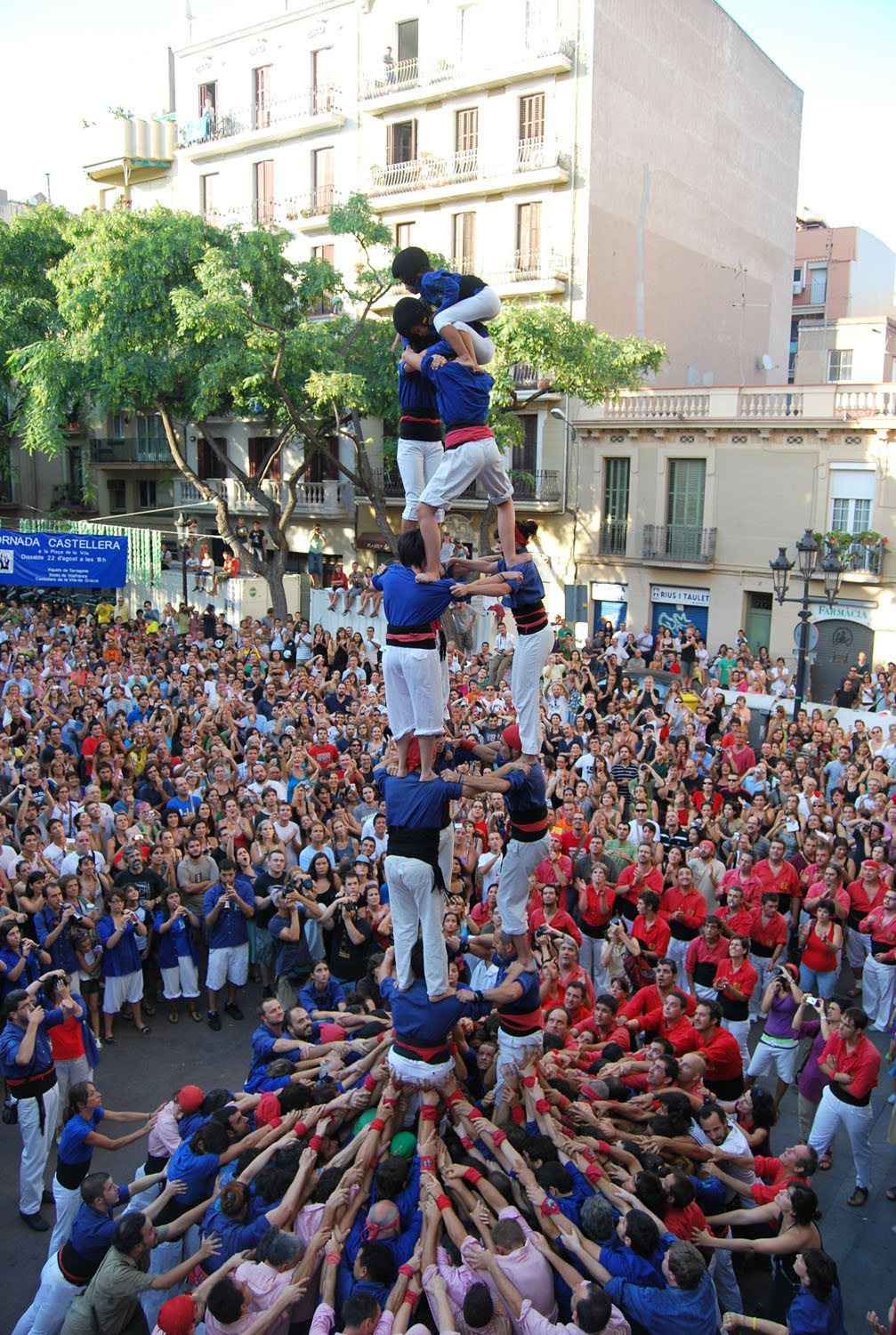
3 de 7 aixecat per sota no momento de ser coronado. Festa Maior de Gràcia (22 de agosto de 2009)

  - Ibiza (2010)

## Os "Chefes de Colla"
O "Chefe da Colla" é o responsável técnico de uma colla castellera.
| Nome                       | Período                         |
| -------------------------- | ------------------------------- |
| Joaquim Besaran i Alberich | novembro 1996-junho 1997        |
| Guillem Ortega i Tous      | 1997 (a partir do mês de junho) |
| Jordi Ràfols i Brasó       | 1998-2000-2001                  |
| Carles Capellades i Sesé   | 1999-2004-2005                  |
| Joan Font i Basté          | 2002-2003                       |
| Oriol Constantí i González | 2006-2007                       |
| Carles Gallardo i Prades   | 2008-2009                       |
| Aleix Vila i Fuertes       | 2010                            |

## Os Presidentes
| Nome                            | Período                         |
| ------------------------------- | ------------------------------- |
| Ramon Josep Serra i Ruiz "R.J." | novembro 1996-junho 1997        |
| David Palau i Garcia            | 1997 (a partir do mês de junho) |
| Josep Maria Porta i Palau       | 1998                            |
| Roger Gispert i Masó            | 1999-2000-2001-2004-2005        |
| Miquel Moret i Parera           | 2002-2003                       |
| Martí Urgell i Vidal            | 2006-2007                       |
| Miquel Sendra i Pons            | 2008-2009                       |
| Arnau Dòria i Cerezo            | 2010                            |

## Primeiros Castells Realizados (em ordem de dificuldade)
| Castell                 | Data                   | "Diada"                                         |
| ----------------------- | ---------------------- | ----------------------------------------------- |
| 4 de 6                  | 4 de maio de 1997      | Apresentação oficial                            |
| 3 de 6                  | 4 de maio de 1997      | Apresentação oficial                            |
| 4 de 6 com agulha       | 4 de maio de 1997      | Presentação oficial                             |
| 5 de 6                  | 21 de setembro de 1997 | Festa de La Mercè                               |
| 3 de 6 per sota         | 16 de agosto de 1998   | Festa Maior de Gràcia                           |
| pilar de 5 car.         | 16 de agosto de 1998   | Festa Maior de Gràcia                           |
| Pilar de 5              | 18 de outubro de 1998  | Diada das collas do 97                          |
| pilar de 5 per sota     | 24 de novembro de 2002 | Diada dos Castellers de Badalona                |
| 2 de 6 car.             | 9 de novembro de 1997  | Diada dos Castellers de Sant Andreu de la Barca |
| 2 de 6                  | 29 de março de 1998    | Solidariedade Meninos do Brasil                 |
| 6 de 6                  | 19 de agosto de 2000   | Festa Maior de Gràcia                           |
| 4 de 7                  | 23 de novembro de 1997 | I Diada da Colla                                |
| 3 de 7 car.             | 29 de novembro de 1998 | Diada dos Castellers de Badalona                |
| 3 de 7                  | 26 de setembro de 1999 | Festa de La Mercè                               |
| 4 de 7 com agulha car.  | 22 de novembro de 1998 | II Diada de la Colla                            |
| 4 de 7 com agulha       | 16 de maio de 1999     | II Aniversário da Colla                         |
| 3 de 7 com agulha       | 25 de abril de 2010    | Festa de São Jorge, Sitges                      |
| 5 de 7                  | 25 de setembro de 2000 | Festa de La Mercè                               |
| 3 de 7 aixecat per sota | 19 de agosto de 2001   | Festa Maior de Gràcia                           |
| 2 de 7 car.             | 24 de setembro de 2002 | Festa de La Mercè                               |
| 2 de 7                  | 6 de outubro de 2002   | XIX Concurso de castells de Tarragona           |
| 4 de 8 car.             | 6 de outubro de 2002   | XIX Concurso de castells de Tarragona           |
| 4 de 8                  | 17 de agosto de 2003   | Festa Maior de Gràcia                           |
| 3 de 8 car.             | 24 de setembro de 2010 | Festa de La Mercè                               |
| 3 de 8                  | 14 de novembro de 2010 | Diada dos Xics de Granollers                    |
| 7 de 8                  | 18 de novembro de 2013 | XVI Diada da Colla                              |
| 2 de 8 com folre car.   | 24 de agosto de 2011   | Festa Maior de Gràcia                           |
| 2 de 8 com folre        | 19 de maio de 2013     | XVI Aniversário da Colla                        |
| 5 de 8 car.             | 11 de novembro de 2012 | Diada dos Xics de Granollers                    |
| 5 de 8                  | 22 de junho de 2013    | Diada de Sant Pere em Reus                      |
| Pilar de 6              | 24 de setembro de 2013 | Festa de La Mercè                               |
| 4 de 8 com agulha       | 27 de outubro de 2013  | Diada del Roser em Vilafranca                   |
| 3 de 9 com folre car.   | 27 de outubro de 2013  | Diada del Roser em Vilafranca                   |
| 3 de 9 com folre        | 10 de novembro de 2013 | Diada dos Xics de Granollers                    |
| Pilar de 7 com folre    | 29 de junho de 2014    | Festa do Camp D'en Grassot                      |